# 2. Unihockey-Bundesliga 2009/10
Dieser Artikel behandelt die Saison 2009/10 der 2. Unihockey-Bundesliga.

## Allgemeines
Der zweiten Bundesliga standen zur Saison 2009/2010 einige spielerische Veränderungen bevor: Nach der Trennung von der SG BA Tempelhof gingen die Unihockey Bären Berlin nun in der 2. Bundesliga (Staffel Ost) an den Start. Außerdem wurde der ESV Ingolstadt in der acht Teams umfassenden Staffel Ost eingeordnet. Nicht mehr dabei war die abgestiegene Mannschaft der Löwen Leipzig II und die aufgestiegenen Red Devils Wernigerode. In der neugeschaffenen Staffel Nord gingen auch einige neue Teams an den Start: VfR Seebergen (letzte Saison SG Seebergen-Vahrenwald), TV Lilienthal, Westfälischer FBC (UHC Münster & TV Südkamen) und die SSF Dragons Bonn. Die zweite Bundesliga startete somit erstmal in eine Saison mit zwei gefestigten Staffeln und einer Rekordteilnehmerzahl von 15 Mannschaften.

## Teilnehmende Mannschaften

### Staffel Ost
- Unihockey Bären Berlin
- UHC Elster
- Floor Fighters Chemnitz
- Unihockey Igels Dresden
- MFBC Wikinger Grimma
- Saalebiber Halle
- ESV Ingolstadt
- UHC Sparkasse Weißenfels II

### Staffel Nord
- SSF Dragons Bonn
- Kieler FK
- TV Lilienthal
- TSV Neuwittenbek
- VfR Seebergen-Rautendorf
- TB Uphusen Vikings
- Westfälischer FBC

## Hauptrunde
Modus
Auch in der Saison 2009/2010 gab es mit der Staffel Ost und der neugeschaffenen Staffel Nord zwei Staffeln in der 2. Bundesliga. Die Hauptrunde wurde in einer Einfachrunde mit Hin- und Rückspiel ausgespielt. Die beiden besten Teams jeder Staffel qualifizierten sich dann für die Playoffs.
In der Staffel Nord spielten sechs Mannschaften in einer Hin- und Rückrunde gegeneinander. In der Staffel Ost spielten im selben Modus acht Mannschaften.

### Staffel Ost
| Pl. | Verein                      | Sp. | S  | U | N  | SDS | SDN | Tore   | Diff. | Pkt. |
| --- | --------------------------- | --- | -- | - | -- | --- | --- | ------ | ----- | ---- |
| 01. | Floor Fighters Chemnitz (A) | 12  | 12 | 0 | 0  | 0   | 0   | 120:36 | +084  | 36   |
| 02. | USV Saalebiber Halle        | 12  | 8  | 0 | 3  | 0   | 1   | 79:53  | +026  | 25   |
| 03. | Unihockey Igels Dresden     | 12  | 6  | 0 | 5  | 1   | 0   | 110:76 | +034  | 20   |
| 04. | MFBC Wikinger Grimma        | 12  | 6  | 0 | 5  | 0   | 1   | 88:82  | +06   | 19   |
| 05. | UHC Elster                  | 12  | 3  | 0 | 8  | 1   | 0   | 59:104 | −045  | 11   |
| 06. | ESV Ingolstadt              | 12  | 3  | 0 | 9  | 0   | 0   | 54:99  | −045  | 9    |
| 07. | UHC Sparkasse Weißenfels II | 12  | 2  | 0 | 10 | 0   | 0   | 55:115 | −060  | 6    |

| Legende                   |
| ------------------------- |
| Teilnahme an den Playoffs |
|                           |
|                           |
|                           |
| (A) Absteiger             |
| (N) Aufsteiger            |

### Staffel Nord
| Pl. | Verein                           | Sp. | S  | U | N  | SDS | SDN | Tore   | Diff. | Pkt. |
| --- | -------------------------------- | --- | -- | - | -- | --- | --- | ------ | ----- | ---- |
| 01. | SSF Dragons Bonn (N)             | 12  | 10 | 0 | 1  | 1   | 0   | 90:44  | +046  | 32   |
| 02. | TV Lilienthal (N)                | 12  | 9  | 0 | 3  | 0   | 0   | 116:59 | +057  | 27   |
| 03. | TSV Neuwittenbek                 | 12  | 9  | 0 | 3  | 0   | 0   | 67:48  | +019  | 27   |
| 04. | Westfälischer Floorball Club (N) | 12  | 5  | 0 | 6  | 0   | 1   | 77:75  | +02   | 16   |
| 05. | Kieler FK                        | 12  | 4  | 0 | 7  | 0   | 0   | 60:89  | −029  | 14   |
| 06. | VfR Seebergen-Rautendorf         | 12  | 3  | 0 | 8  | 0   | 1   | 67:98  | −031  | 10   |
| 07. | TB Uphusen Vikings               | 12  | 0  | 0 | 12 | 0   | 0   | 49:113 | −064  | 0    |

| Legende                   |
| ------------------------- |
| Teilnahme an den Playoffs |
|                           |
|                           |
|                           |
| (A) Absteiger             |
| (N) Aufsteiger            |

## Playoffs
Wie in den Jahren zuvor, nahmen auch diesmal die beiden besten Teams beider Staffeln an den Playoffs teil. Qualifiziert hatten sich der SSF Dragons Bonn, die Floor Fighters Chemnitz, der TV Lilienthal und die Saalebiber Halle. Die Spiele wurden nach dem Modus Best-of-Three ausgetragen. Die beiden Finalisten ermittelten dann die Zweitligameister. Beide Mannschaften waren zur Teilnahme an den Relegationsspielen um den Aufstieg in die 1. Bundesliga berechtigt.
Die SG Adelsberg Floor Fighters Chemnitz sicherten sich die Meisterschaft in der 2. Bundesliga 2009/10.
|  | Halbfinale              | Halbfinale |                  |                         | Finale | Finale |
|  |                         |            |                  |                         |        |        |
|  |                         |            |                  |                         |        |        |
|  | SSF Dragons Bonn        | 2          |                  |                         |        |        |
|  | Saalebiber Halle        | 0          |                  |                         |        |        |
|  |                         |            | SSF Dragons Bonn | 0                       |        |        |
|  |                         |            |                  | Floor Fighters Chemnitz | 2      |        |
|  | Floor Fighters Chemnitz | 2          |                  |                         |        |        |
|  | TV Lilienthal           | ?          |                  |                         |        |        |
|  |                         |            |                  |                         |        |        |

### Halbfinale
- SSF Dragons Bonn – Saalebiber Halle 2:0
  - 1. Spiel: Saalebiber Halle – SSF Dragons Bonn 1:3 am 14. März 2010, 15.30 Uhr, Universitätssporthalle in Halle/Saale
  - 2. Spiel: SSF Dragons Bonn – Saalebiber Halle 12:3 am 20. März 2010, 19.00 Uhr, Sportpark Nord in Bonn
  - (3. Spiel: SSF Dragons Bonn – Saalebiber Halle am 21. März 2010, Sportpark Nord in Bonn)

- Floor Fighters Chemnitz  – TV Lilienthal
  - 1. Spiel: TV Lilienthal – Floor Fighters Chemnitz 4:11 am 14. März 2010, 16.00 Uhr, Schoofmoorhalle in Lilienthal
  - 2. Spiel: Floor Fighters Chemnitz – TV Lilienthal ?:? am 20. März 2010, 17.00 Uhr, Sporthalle an der Flemmingstraße in Chemnitz
  - 3. Spiel: Floor Fighters Chemnitz – TV Lilienthal am 21. März 2010, 15.00 Uhr, Sporthalle an der Flemmingstraße in Chemnitz[2][3]

### Finale
- SSF Dragons Bonn – Floor Fighters Chemnitz 0:2[4][5]
  - 1. Spiel: SSF Dragons Bonn – Floor Fighters Chemnitz 4:7 am 28. März 2010, 16.00 Uhr, Sportpark Nord in Bonn
  - 2. Spiel: Floor Fighters Chemnitz – SSF Dragons Bonn 7:3 am 10. April 2010
  - (3. Spiel: Floor Fighters Chemnitz – SSF Dragons Bonn am 11. April 2010)

Beide Mannschaften qualifizierten sich für die Relegation zur 1. Bundesliga.

## Relegation 1. Bundesliga / 2. Bundesliga
- Floor Fighters Chemnitz – UHC Döbeln 06 2:?; Chemnitz stieg somit in die 1. Bundesliga auf, Döbeln in die 2. Bundesliga ab
  - 1. Spiel: UHC Döbeln 06 – Floor Fighters Chemnitz 5:10[6] am 17. April 2010, 17.30 Uhr, Stadtsporthalle in Döbeln
  - 2. Spiel: Floor Fighters Chemnitz – UHC Döbeln 06 ?:? am 1. Mai 2010, 19.30 Uhr, Richard-Hartmann-Halle in Chemnitz
  - 3. Spiel: Floor Fighters Chemnitz – UHC Döbeln 06 ?:? am 2. Mai 2010, 15.00 Uhr, Sporthalle Flemmingstraße in Chemnitz

- SSF Dragons Bonn – TV Eiche Horn Bremen 2:0; Bonn steigt somit in die 1. Bundesliga auf, Bremen in die 2. Bundesliga ab
  - 1. Spiel: TV Eiche Horn Bremen – SSF Dragons Bonn 3:4 am 17. April 2010, 18.00 Uhr, Sporthalle Berckstraße in Bremen
  - 2. Spiel: SSF Dragons Bonn – TV Eiche Horn Bremen 4:3[7] am 1. Mai 2010, 19.00 Uhr, Sportpark Nord in Bonn
  - (3. Spiel: SSF Dragons Bonn – TV Eiche Horn Bremen am 2. Mai 2010, 10.00 Uhr, Sportpark Nord in Bonn)[8][9]